# Сузы, Владимир
Влади́мир Сузы́ (псевдоним, настоящее имя — Влади́мир Па́влович Семёнов) (15 июля 1913, Сарапаево, Козьмодемьянский уезд, Казанская губерния, Российская империя — 16 апреля 1973, Козьмодемьянск, Марийская АССР, РСФСР, СССР) — марийский советский писатель, журналист, редактор, член Союза писателей СССР с 1939 года. Переводчик произведений классиков русской литературы на горномарийский язык. Участник Великой Отечественной войны. Член ВКП(б) с 1940 года.

## Биография
Родился 15 июля 1913 года в деревне Сарапаево ныне Горномарийского района Республики Марий Эл в бедной крестьянской семье. Воспитывался в детском доме. 
В 1930 году окончил агропедагогический техникум в г. Козьмодемьянске, учился в Марийском педагогическом институте имени Н. К. Крупской.
Работал корректором газеты «Ленин корны» («Ленинский путь») и горномарийского филиала Маргосиздата. В 1935—1936 годах был техническим редактором Марийского партийного издательства, в 1936-1937 годах – редактор горномарийской секции Учпедгиза.
С 1937 года – старший воспитатель Козьмодемьянской школы-интерната, ответственный секретарь Горномарийской районной газеты «Ленин корны», вновь сотрудник горномарийского филиала Маргосиздата. 
В 1940 году вступил в ВКП(б).
В 1941 году призван в РККА. Участник Великой Отечественной войны: с 1943 года — офицер-шифровальщик 12-го гвардейского стрелкового полка 61-й армии в составе Брянского фронта на Орловском направлении, гвардии старший лейтенант административной службы. Фронтовыми дорогами дошёл до Польши, Венгрии и Германии. Демобилизовался из армии в 1945 году в звании гвардии капитана. Награждён орденом Отечественной войны II степени и медалями.
После демобилизации продолжил журналистскую работу: был сотрудником, заведующим Козьмодемьянским филиалом Марийского книжного издательства, сотрудником горномарийской районной газеты «Ленин корны». 
Скончался 16 апреля 1973 года в Козьмодемьянске, похоронен там же. 

## Литературное творчество
В 1939 году принят в Союза писателей СССР.
Стихи начал писать еще в 1926 году, затем стал писать очерки и рассказы. Прозаические произведения изданы отдельными книгами, переведены на русский язык, включались в школьные хрестоматии. 
Читателям известен его рассказ «Вӓкш янгышта» («Мельница мелет»), где писатель отразил судьбу бывшего бедняка-марийца в период коллективизации.
Заметным явлением в марийской литературе стала повесть в стихах «Таган Стьопан», посвящённая жизни марийской деревни 1930-х годов.
В 1976 году в Марийском книжном издательстве в серии «Школьная библиотека» вышел сборник его избранных произведений «Ӹлӹмӓш корны» («Дорога жизни»), куда были включены лучшие произведения писателя.
Известен как составитель учебников для школ и переводчик произведений классиков русской литературы (А. Пушкина, Н. Гоголя, Н. Некрасова, В. Короленко, М. Салтыкова-Щедрина и др.) на горномарийский язык.

## Основные произведения
Далее представлены основные произведения В. Сузы на марийском и в переводе на русский язык: 

## На марийском языке
- Шайыштмашвлӓ [Рассказы]. — М., 1934. — 116 с.
- Таган Стьопан: повесть [Степан Подкова]. — М., 1937. — 72 с.
- Шайыштмашвлӓ [Рассказы]. — М., 1937. — 92 с.
- Ӹлӹмӓш корны: рассказвлӓ [Жизненный путь]. — Йошкар-Ола, 1957. — 104 с.
- Ӹлӹмӓш тымда: повесть дон шайыштмашвлӓ [Жизнь научила: повесть и рассказы]. — Йошкар-Ола, 1965. — 56 с.
- Лӱдӹшлӓ ашкыл: шайыштмаш [Неосторожный шаг: рассказ] // Кырык сирӹштӹ. Йыл тӹрӹштӹ. — Йошкар-Ола, 1967. — С. 34—40.
- Ӹлӹмӓш корны: айырен нӓлмӹ произведенийвлӓ [Дорога жизни: шӧр. произведения]. — Йошкар-Ола, 1976. — 264 с.
- Шонгы шол: шайыштмаш // У тангыж сирӹштӹ. — Йошкар-Ола, 1983. — С. 65-72.

## В переводе на русский язык
- Мельница мелет: рассказ / пер. А. Кременского // Солнце над лесами. — Йошкар-Ола, 1984. — С. 194—199.

## Награды
- Орден Отечественной войны II степени (12.05.1945)[1]
- Медаль «За боевые заслуги» (1942)[1]
- Медаль «За победу над Германией в Великой Отечественной войне 1941—1945 гг.» (09.05.1945)[1]
- Медаль «За взятие Берлина» (09.05.1945)[1]
- Почётная грамота Президиума Верховного Совета Марийской АССР (1951)[2]

## Память
Некоторые фотодокументальные материалы и книги В. Сузы ныне хранятся и выставляются в Краеведческом музее имени Н. Игнатьева (Республика Марий Эл, Горномарийский район, д. Чаломкино).